# براد ديفيس (كرة سلة)
براد ديفيس (بالإنجليزية: Brad Davis)‏ مواليد 17 ديسمبر 1955 في بنسيلفانيا، هو لاعب كرة سلة أمريكي سابق أصبح مدرباً بدأ مسيرته الاحترافية في سنة 1977 وحمل الرقم 30 و20 و12 و15. يبلغ طوله 6 قدم 3 بوصة (1.9 م). اعتزل اللعب في 1992.

## فرق لعب لها
- لوس أنجلوس ليكرز
- إنديانا بايسرز
- يوتاه جاز
- دالاس مافيريكس

## روابط خارجية
- براد ديفيس على موقع إن بي أي (الإنجليزية)
- براد ديفيس على موقع سبورتس رفرنس (الإنجليزية)
- براد ديفيس على موقع كلية كرة السلة في سبورتس رفرنس.كوم (الإنجليزية)
- براد ديفيس على موقع ريلجم (الإنجليزية)
- براد ديفيس على موقع بروبوليرز (الإنجليزية)
- براد ديفيس على موقع سبورتس رفرنس (الإنجليزية)